# Reformatio in peius
Reformatio in peius značí rozhodnutí k horšímu a jeho zákaz (prohibitio reformationis in peius) omezuje rozhodnutí odvolacího soudu. Zásada zákazu reformationis in peius sice neplatí v trestním řízení při zrušení trestního příkazu, Ústavní soud ji však konkretizuje v rozhodnutí sp. zn. II. US 213/2000 tak, že uložení přísnějšího trestu nemůže být založeno na libovůli soudu, ale musí odpovídat zjištěným skutečnostem.
Následuje vysvětlující citace z judikátu Nejvyššího soudu:
„… pro rozhodnutí odvolacího soudu platí zákaz reformationis in peius (§ 259 odst. 4 tr. ř.), tzn. zákaz rozhodnutí k horšímu. Tato okolnost však podle názoru Nejvyššího soudu nápravě zjištěných vad v podstatě nijak nebrání. Za změnu rozhodnutí v neprospěch obviněného podle citovaného ustanovení je nutno považovat každou změnu v kterémkoli výroku, pokud zhoršuje situaci obviněného a přímo se ho dotýká. Změna k horšímu se může projevit ve skutkových zjištěních, v právní kvalifikaci, v druhu a výměře trestu, v druhu a formě ochranného opatření, atp. Zákaz reformationis in peius však není možno chápat tak, že z podnětu odvolání podaného výlučně ve prospěch obviněného, nelze doplnit popis rozhodných skutkových zjištění ve výroku o vině v napadeném rozhodnutí o skutkové okolnosti charakterizující určité znaky skutkové podstaty trestného činu, a to o takové okolnosti, které dosud nebyly v tzv. skutkové větě výroku o vině dostatečně vyjádřeny a popř. nejsou ani rozvedeny v odůvodnění napadeného rozhodnutí. Tedy pokud použitá právní kvalifikace přichází v úvahu, avšak popis skutkových okolností, které ji odůvodňují, není dostatečně výstižný a přesný, nic nebrání v jeho doplnění a upřesnění tak, aby všechny zákonné znaky trestného činu, jímž byl obviněný uznán vinným, popsaný skutek náležitě vyjadřoval. Takovéto doplnění rozhodných skutkových zjištění totiž samo o sobě nijak nezhoršuje postavení obviněného, pokud se tím nemění rozsah ani závažnost trestné činnosti, jejímž spácháním byl uznán vinným, nezpřísňuje právní kvalifikace ani uložený trest apod. (k těmto otázkám viz též usnesení Nejvyššího soudu ze dne 18. 1. 2005, sp. zn. 11 Tdo 1158/2005). K postupu Nejvyššího soudu je rovněž třeba připomenout, že také ten rozhodoval na podkladě opravného prostředku – dovolání – podaném jen obviněnými a platí tedy pro další řízení po zrušení napadeného rozhodnutí zákaz reformationis in peius (§ 265s odst. 2 tr. ř.). Pro vázanost tímto zákazem v dalším řízení po rozhodnutí o dovolání platí to, co již bylo uvedeno k vázanosti tímto zákazem odvolacího soudu v řízení o odvolání.“